# The hard life
The hard life is het enige muziekalbum van Stallion, een progressieve-rockband die midden jaren’70 enige furore maakte in het concertencircuit maar nooit tot een studioalbum kwam. De opnamen dateren uit het tijdvak van 1974 tot en met 1979 en zijn in diverse studio’s opgenomen. In 1979 werd de band definitief opgeheven. Pas in 2007 kwam er op een onbeduidend platenlabel een album uit met het in de loop der jaren opgenomen oeuvre. Een aantal bandleden verliet na het opheffen van Stallion ook de muziekwereld, Phil Thornton stapte over naar Expandi, Mandragora en nam soloalbums op binnen het genre elektronische muziek/wereldmuziek. 

## Muziek
De compact disc sluit af met een videofilmpje van Life, death and genes opgenomen in 1975 en 1976.
| track | compositie           | wie schreef                           | wie speelt | waar                         | wanneer            | tijd |
| ----- | -------------------- | ------------------------------------- | --- | ---------------------------- | ------------------ | ---- |
| 1     | If life were death   | Turner , Bridger , Demetri , Thornton | John Wilde (zang) Phil Thornton (toetsinstrumenten) Phil Gil (basgitaar, gitaar) Steve Demetri (drums) John Petri (gitaar | Pathway Studio Londen        | juli 1976          | 7:00 |
| 2     | Arsony in the UK     | Thornton Gil Carter Wilde Demetri     | John Wilde (zang) Phil Gill (basgitaar) Steve Demtri (drums) Phil Thornton (toetsen) Julia Carter (gitaar,zang)           | Pebble Beach Studio Worthing | november 1979/2005 | 3:53 |
| 3     | Fresh out of Borstal | Petri Thornton Gill Demetri Wilde     | John Wilde (zang) Phil Thornton (toetsen) Phil Gill (basgitaar) Steve Demetri (drums,fluitjes) John Petri (gitaar)        | Riverside Studio, Londen     | september 1976     | 4:52 |
| 4     | The hard life        | Petri Thornton Gill Demetri Wilde     | idem | Riverside Studio, Londen     | september 1976     | 4:00 |
| 5     | Open door            | idem                                  | idem | Pathway Studio, Londen       | juli 1976          | 6:12 |
| 6     | Creamed genes        | idem                                  | idem | idem                         | juli 1976          | 5:39 |
| 7     | The way              | idem                                  | idem | Riverside Studio, Londen     | september 1976     | 4:05 |
| 8     | The hard life (live) | idem                                  | idem | Lyceum Theatre, Londen       | september 1976     | 6;12 |
| 9     | You make me happy    | idem                                  | idem | Riverside Studio, Londen     | september 1976     | 3:05 |
| 10    | Cobra                | Turner Bridger Demetri Thornton       | Tich Turner (zang) Phil Thornton (toetsen) Roger Carey (basgitaar) Steve Demetri (dums) Tony Bridger (gitaar)             | onbekend                     | november 1974      | 4:50 |
| 11    | Skinny kid           | idem                                  | idem | onbekend                     | november 1974      | 4:43 |